# Trofeo Emma Cuervo
El Trofeo Emma Cuervo es un torneo de verano que se celebra en el estadio Municipal Pepe Barrera de Ribadeo, Lugo, España, todos los años desde 1952. Está organizado por el Ribadeo FC.
Es el segundo torneo de verano más antiguo de España, solo por detrás del Trofeo Teresa Herrera, fundado en 1946.

Su máximo goleador es Raúl Gómez Menéndez, el delantero asturiano con 8 tantos

## Historial
| Año  | Campeón                       | Resultado      | Subcampeón                   |
| ---- | ----------------------------- | -------------- | ---------------------------- |
| 1952 | Racing Club de Ferrol         | 4-1            | Caudal Deportivo             |
| 1953 | Real Oviedo                   | 2-1            | R. C. Celta de Vigo          |
| 1954 | R. C. Celta de Vigo           | 3-1            | Athletic Club                |
| 1955 | R. C. Deportivo de La Coruña  | 1-1 2-1        | Real Oviedo                  |
| 1956 | Real Valladolid               | 3-2            | Sevilla F. C.                |
| 1957 | Real Sporting de Gijón        | 3-1            | R. C. Celta de Vigo          |
| 1958 | Real Oviedo                   | 2-0            | R. C. Celta de Vigo          |
| 1959 | Real Zaragoza                 | 3-0            | Real Oviedo                  |
| 1960 | Real Sporting de Gijón        | 3-1            | C. D. Ourense                |
| 1961 | R. C. Celta de Vigo           | 4-2            | Villarreal C. F.             |
| 1962 | R. C. Deportivo de La Coruña  | 2-1            | Real Oviedo                  |
| 1963 | Real Sporting de Gijón        | 1-1 (5-0 p.)   | Pontevedra C. F.             |
| 1964 | R. C. Deportivo de La Coruña  | 2-1            | Real Oviedo                  |
| 1965 | Real Oviedo                   | 3-2            | R. C. Celta de Vigo          |
| 1966 | Real Oviedo                   | 1-0            | R. C. Deportivo de La Coruña |
| 1967 | Real Sporting de Gijón        | 6-0            | R. C. Celta de Vigo          |
| 1968 | R. C. Celta de Vigo           | 2-0            | Real Oviedo                  |
| 1969 | Real Oviedo                   | 3-0            | Racing Club de Ferrol        |
| 1970 | Pontevedra C. F.              | 2-0            | Real Oviedo                  |
| 1971 | Racing Club de Ferrol         | 2-0            | Real Oviedo                  |
| 1972 | Real Sporting de Gijón        | 1-0            | R. C. Deportivo de La Coruña |
| 1973 | Real Oviedo                   | 5-1            | Deportivo de La Coruña       |
| 1974 | Real Racing Club de Santander | 1-0            | Real Oviedo                  |
| 1975 | R. C. Celta de Vigo           | 2-0            | Real Sporting de Gijón       |
| 1976 | U. D. Salamanca               | 2-0            | C. F. Belenenses             |
| 1977 | R. C. Celta de Vigo           | 1-0 (4-3 p.)   | Real Oviedo                  |
| 1978 | Real Oviedo                   | 0-0 (4-3 p.)   | C. D. Lugo                   |
| 1979 | Celta de Vigo                 | 0-0 (4-2 p.)   | Real Oviedo                  |
| 1980 | Racing Club de Ferrol         | 1-0            | Real Oviedo                  |
| 1981 | R. C. Celta de Vigo           | 3-1            | Real Oviedo                  |
| 1982 | Ribadeo F. C.                 | 1-1 (6-5 p.)   | Real Oviedo "B"              |
| 1983 | R. C. Deportivo de La Coruña  | 0-0 (4-2 p.)   | Real Oviedo                  |
| 1984 | R. C. Deportivo de La Coruña  | 1-0            | Real Oviedo                  |
| 1985 | Real Betis Balompié           | 0-0 (15-14 p.) | R. C. Deportivo de La Coruña |
| 1986 | Real Oviedo                   | 0-0 (5-3 p.)   | Cádiz C. F.                  |
| 1987 | C. D. Lugo                    | 0-0 (3-1 p.)   | R. C. Deportivo de La Coruña |
| 1988 | Real Oviedo                   | 0-0 (4-3 p.)   | R. C. Celta de Vigo          |
| 1989 | Real Oviedo                   | 3-2            | R. C. Celta de Vigo          |
| 1990 | R. C. Deportivo de La Coruña  | 1-1 (3-1 p.)   | Real Oviedo                  |
| 1991 | R. C. Deportivo de La Coruña  | 0-0 (3-0 p.)   | Real Oviedo                  |
| 1992 | Real Oviedo                   | 3-0            | S. D. Compostela             |
| 1993 | C. P. Mérida                  | 4-2            | Real Oviedo                  |
| 1994 | R. C. Deportivo de La Coruña  | 1-0            | Real Oviedo                  |
| 1995 | S. D. Compostela              | 1-0            | Real Sporting de Gijón       |
| 1996 | Real Oviedo                   | 2-0            | S. D. Compostela             |
| 1997 | R. C. Celta de Vigo           | 3-0            | Real Sporting de Gijón       |
| 1998 | Real Racing Club de Santander | 1-0            | S. D. Compostela             |
| 1999 | R. C. Deportivo de La Coruña  | 3-0            | Real Oviedo                  |
| 2000 | Racing Club de Ferrol         | 2-0            | R. C. Deportivo de La Coruña |
| 2001 | Real Oviedo                   | 3-1            | Racing Club de Ferrol        |
| 2002 | Racing Club de Ferrol         | 1-1 (5-3 p.)   | U. D. Salamanca              |
| 2003 | Athletic Club                 | 2-1            | R. C. Celta de Vigo          |
| 2004 | Real Oviedo                   | 4-1            | Atlético Arteixo             |
| 2005 | Racing Club de Ferrol         | 2-0            | Real Oviedo                  |
| 2006 | C. D. Universidad de Oviedo   | 1-1            | R. C. Celta de Vigo "B"      |
| 2007 | Real Sporting de Gijón        | 2-0            | Racing Club de Ferrol        |
| 2008 | Real Sporting de Gijón "B"    | 3-2            | Racing Club de Ferrol        |
| 2009 | Racing Club de Ferrol         | 2-1            | C. D. Lugo                   |
| 2010 | R. C. Celta de Vigo           | 2-0            | Real Oviedo                  |
| 2011 | Real Oviedo                   | 1-0            | C. D. Lugo                   |
| 2012 | Real Sporting de Gijón        | 4-1            | R. D. Deportivo de La Coruña |
| 2013 | C. D. Lugo                    | 2-1            | Real Sporting de Gijón       |
| 2014 | C. D. Lugo                    | 2-2 (4-1 p.)   | Real Sporting de Gijón       |
| 2015 | C. D. Lugo                    | 1-0            | R. C. Deportivo de La Coruña |
| 2016 | R. C. Deportivo de La Coruña  | 2-0            | Real Oviedo                  |
| 2017 | Real Oviedo                   | 1-0            | C. D. Lugo                   |
| 2018 | U. P. Langreo                 | 0-0 (4-2 p.)   | S. D. Compostela             |
| 2019 | S. D. Ponferradina            | 1-0            | Real Oviedo                  |
| 2020 | Viveiro C.F.                  | 2-1            | S. D. Compostela             |
| 2021 | C. D. Lugo                    | 1-1 (5-3 p.)   | Real Oviedo                  |
| 2022 | C. D. Lugo B Polvorín         | 1-0            | R. C. Deportivo Fabril       |
| 2023 | Real Oviedo                   | 1-1 (5-3 p.)   | Racing Club de Ferrol        |
| 2024 | S.D. Ponferradina             | 2-0            | C.D. Arenteiro               |
| 2025 | R. C. Deportivo de La Coruña  | 2-1            | Real Oviedo                  |
|      |                               |                |                              |

## Palmarés
| Equipo                        | Títulos | Subtítulos | Participaciones |
| ----------------------------- | ------- | ---------- | --------------- |
| Real Oviedo                   | 17      | 24         | 41              |
| R. C. Deportivo de La Coruña  | 11      | 8          | 19              |
| R. C. Celta de Vigo           | 9       | 8          | 17              |
| Racing Club de Ferrol         | 7       | 5          | 12              |
| Real Sporting de Gijón        | 7       | 5          | 12              |
| C. D. Lugo                    | 5       | 4          | 9               |
| Real Racing Club de Santander | 2       | -          | 2               |
| S. D. Ponferradina            | 2       | -          | 1               |
| S. D. Compostela              | 1       | 5          | 6               |
| Athletic Club                 | 1       | 1          | 2               |
| Pontevedra C. F.              | 1       | 1          | 2               |
| U. D. Salamanca               | 1       | 1          | 2               |
| C. P. Mérida                  | 1       | -          | 1               |
| C. D. Universidad de Oviedo   | 1       | -          | 1               |
| Real Valladolid C. F.         | 1       | -          | 1               |
| Real Zaragoza                 | 1       | -          | 1               |
| Ribadeo F. C.                 | 1       | -          | 1               |
| Real Betis Balompié           | 1       | -          | 1               |
| Real Sporting de Gijón "B"    | 1       | -          | 1               |
| U. P. Langreo                 | 1       | -          | 1               |
| Viveiro C.F.                  | 1       | -          | 1               |
| Polvorín                      | 1       | -          | 1               |